# N’Dali
Ndali este un oraș din departamentul Borgou, Benin. În 2008 avea 16.941 de locuitori.